# Ignaz Kaiser
Ignaz Kaiser von Falkenthal (31. května 1819 Straß im Straßertale – 25. září 1895 Straß im Straßertale) byl rakouský právník a politik německé národnosti, v 2. polovině 19. století poslanec Říšské rady.

## Biografie
Jeho bratrem byl architekt Eduard Kaiser. Ignaz vychodil gymnázium v Kremži a absolvoval Vídeňskou univerzitu. Roku 1841 získal titul doktora filozofie. V roce 1844 se stal členem filozofické fakulty a téhož roku získal i titul doktora práv. V letech 1842–1846 byl adjunktem na filozofické katedře Vídeňské univerzity a zároveň působil na praxi v advokátní kanceláři. Během revolučního roku 1848 byl za obvod Retz zvolen do celoněmeckého Frankfurtského parlamentu. Zde patřil k frakci Augsburger Hof. V letech 1851–1891 působil jako notář ve vnitřním městě ve Vídni.
Po obnovení ústavní vlády se zapojil do politiky. Od roku 1861 byl poslancem Dolnorakouského zemského sněmu. Zemský sněm ho roku 1861 delegoval i do Říšské rady (tehdy ještě volené nepřímo) za Dolní Rakousy (kurie venkovských obcí, obvod Horn, Retz, Ravelsbach). K roku 1861 se uvádí jako notář, bytem ve Vídni. Zemský sněm ho do Říšské rady delegoval i roku 1867 a 1871 (opět za kurii venkovských obcí). Uspěl i v prvních přímých volbách do Říšské rady roku 1873, za kurii venkovských obcí, obvod Korneuburg, Oberhollabrunn, Retz atd. V parlamentu opakovaně vystupoval jako zpravodaj u předloh zákonů. Významně se podílel na přijetí obchodního zákoníku. V Říšské radě byl v 60. letech stoupencem velkorakouské frakce.
V roce 1880 byl povýšen do šlechtického stavu.